# Gabriel de la Concepción Valdés
Gabriel de la Concepción Valdés, conegut com a Plácido (La Havana (Cuba), 18 de març, 1809 - idem. 28 de juny, 1844) fou un poeta cubà.
Era fill d'una ballarina burgalesa, Concepción Vázquez, y d'un mulato barber, Diego Ferrer Matoso. Dies després d'haver nascut va ser col·locat al torn de la Casa de Beneficència de l'Havana, circumstància a la qual degué el seu cognom, per haver estat fundada aquesta institució pel bisbe Gerónimo Valdés. El seu pare no se'n va fer càrrec fins que Gabriel va tenir deu anys. Plácido es dedicà a diversos oficis, (fuster, tipògraf, barber, empleat d'una casa de comerç) fins que ho va abandonar tot per dedicar-se a la poesia, que sentia bullir dins seu.
Es va casar a Matanzas, ciutat en els quals els diaris va col·laborar. Com a poeta va mancar de cultura del que se'n ressent la seva obra, en què al costat de composicions de tipus inferior se'n troben altres d'un mèrit extraordinari, com el romanç Jicotencatl, que el noble crític cubà Enrique Piñeyro diu que Góngora, de segur, no ho hauria fet millor. El mateix crític troba Plácido encertat en gèneres de tipus inferior, com la faula i l'epigrama i capaç de competir amb Iglesias i amb Iriarte.
El poeta Plàcido fou una altra de les víctimes de la tristament cèlebre Conspiración de l'Escalera. El fiscal, tinent Pedro Salazar, funcionari sense escrúpols, va oferir a Placido salvar-lo si feia revelacions importants i fins i tot va inventar l'existència d'un ofici del Capità General pel qual s'atorgava el perdó a Plácido tan bon punt comuniqués el fiscal Salazar que s'havia fet creditor a ell. Plácido va caure en el parany i va denunciar cinquanta-cinc persones, entre elles Domingo Delmonte i José de la Luz Caballero, la participació dels quals no es va poder provar mai. Les declaracions de Plácido, però, no li van salvar la vida, ja que miserablement enganyat, va ser víctima de la maldat de Salazar i el 28 de juny de 1844, després de romandre tres dies en capella al calabós de l'Hospital de Santa Isabel, a el barri de Versalles de la ciutat de Matanzas, se li va afusellar, en unió d'Andrés Dodge, el cunyat d'aquest, Santiago Pebre i deu sentenciats més. Plácido no va morir a la primera descàrrega i reclamava a la seva agonia que se l'acabés de matar. Un tret de gràcia va acabar definitivament amb la seva vida.
Les últimes composicions de Plácido, les va escriure ja condemnat, són les més conegudes, El comiat a la meva mare i el Adéu a la meva lira, per exemple, escrites totes dues en capella. També se li atribueix una notable composició molt popular, que va ser traduïda a diversos idiomes, la Pregària a Déu, que es diu va anar recitant camí del cadafal amb veu clara, enèrgica i ferma. Tot i això, s'ha negat això últim i fins que la Pregària sigui de Plàcido.